# Tercera guerra anglo-birmana
La tercera guerra anglo-birmana fue un conflicto militar que tuvo lugar entre el 14 y el 27 de noviembre de 1885, con una resistencia esporádica e insurgencia continuada hasta 1887. Fue la última de las tres guerras libradas entre los birmanos y los británicos en el siglo XIX. La guerra supuso la pérdida de la soberanía de Birmania, que era independiente bajo el reinado de la dinastía Konbaung, cuyo dominio ya se había reducido al territorio conocido como Alta Birmania, ya que la región de Baja Birmania había sido anexionada por los británicos en 1853, como resultado de la segunda guerra anglo-birmana.
Después de la guerra Birmania pasó a formar parte del Raj británico como provincia de la India. Desde 1937 en adelante, los británicos gobernaron Birmania como una colonia separada. Birmania obtuvo su independencia como una república once años después, en 1948.

## Antecedentes

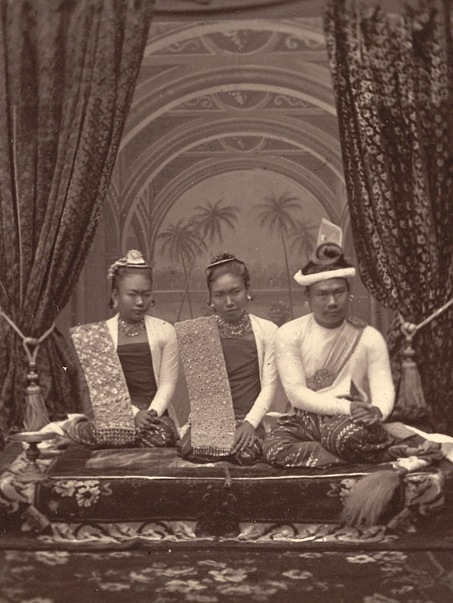
El rey Thibaw, la reina Supayalat y la princesa Supayaji (noviembre de 1885).

Tras una crisis de sucesión en Birmania en 1879, el ministro residente británico en Birmania se retiró, poniendo fin a las relaciones diplomáticas oficiales entre los países. Los británicos consideraron una nueva guerra como respuesta, pero otras guerras en curso en África y Afganistán les llevó a desechar la idea de una guerra en ese momento.
Durante la década de 1880, los británicos comenzaron a preocuparse por los contactos entre Birmania y Francia. Las guerras en Indochina habían llevado a los franceses hasta las fronteras de Birmania. En mayo de 1883 una delegación birmana de alto nivel fue a Europa. Oficialmente para adquirir conocimientos industriales, pero pronto se encaminó a París, donde comenzaron las negociaciones con el ministro de exteriores francés Jules Ferry. Ferry finalmente admitió al embajador británico que los birmanos estaban tratando de negociar una alianza política para la compra de equipo militar. Los británicos se preocuparon por la acción de Birmania y las relaciones empeoraron entre los dos países.
Durante las discusiones entre los franceses y los birmanos en París, estalló una disputa fronteriza en la frontera entre la India y Birmania. En 1881 las autoridades británicas de la India nombraron una comisión para delimitar unilateralmente la frontera entre los dos países. En el curso de su labor, la comisión británica comenzó a exigir a las autoridades birmanas de los pueblos que determinaban que debían retirarse al otro lado de la línea. Los birmanos objetaron continuamente, pero finalmente retrocedieron.
En 1885 el cónsul francés M. Hass se trasladó a Mandalay. Negoció el establecimiento de un banco francés en Birmania, una concesión para un ferrocarril de Mandalay a la frontera norte de la Birmania británica y la intervención francesa en el funcionamiento de los monopolios controlados por el gobierno birmano. Los británicos reaccionaron con fuerza diplomática y convencieron al gobierno francés que retirara a Haas que fue sustituido por «razones de salud». Aunque los franceses se retiraron de Birmania estas acciones además de otros acontecimientos convencieron a los británicos de tomar medidas contra Birmania.
Se le impuso una multa a la Bombay Burmah Trading Corporation por declarar a la baja sus extracciones de teca procedentes de Toungoo y no pagar a sus empleados. La empresa fue multada por un tribunal de Birmania, y parte de la madera fue incautada por los funcionarios birmanos. La empresa y el gobierno británico afirmaron que las acusaciones eran falsas y los tribunales birmanos eran corruptos. Los británicos exigieron que el gobierno birmano aceptara a un árbitro nombrado por los ingleses para resolver el conflicto. Al negarse los birmanos, los británicos emitieron un ultimátum el 22 de octubre de 1885. El ultimátum exigía que los birmanos aceptaran a un nuevo ministro residente británico en Mandalay y que cualquier acción legal o multa en contra de la empresa se suspendieran hasta la llegada del nuevo residente, que Birmania debía someterse al control británico en sus relaciones exteriores y que ésta debía proporcionar a los británicos instalaciones para el desarrollo del comercio entre el norte de Birmania y China. La aceptación del ultimátum habría supuesto el fin de cualquier independencia real de Birmania y reduciría al país a algo similar a los principados títeres nominalmente autónomos de la India británica. El 9 de noviembre ante el rechazo práctico de los términos recibido en Rangún, se determinó la ocupación de Mandalay y el destronamiento del rey de Birmania Thibaw Min. Se puede suponer que también se decidió la anexión del reino de Birmania.

## La guerra
En aquella época los británicos sabían muy poco del interior de la Alta Birmania, aparte del hecho de que el país estaba repleto de selva densa que era el terreno más desfavorable para las operaciones militares, pero los barcos a vapor británicos habían estado recorriendo durante años la gran vía fluvial que era el río Irawadi, desde Rangún a Mandalay, y obviamente el mejor método y el más rápido para llevar a cabo la campaña británica era avanzar directamente hasta la capital por el río. Además se disponía en Rangún de un gran número de vapores fluviales de poco calado y barcazas pertenecientes a la Irrawaddy Flotilla Company, y se puso a disposición de las fuerzas británicas la experiencia de los oficiales locales de la empresa en la complicada navegación fluvial.
El mayor general, más tarde Sir, Harry North Dalrymple Prendergast fue puesto al mando de la invasión. Como era de esperar en una empresa de esta índole, la marina y el ejército empezaron a requisar, y como era de esperar, los servicios de los marineros y las armas eran lo más importante. Los efectivos totales disponibles fueron 3029 soldados británicos, 6005 cipayos indios y 67 fusiles, y para los barcos, 24 ametralladoras, La flota fluvial que transportó las tropas y los suministros se componía de más de 55 barcos de vapor, barcazas y lanchas, etc.
Thayetmyo era el puesto británico en el río más cercano a la frontera, y allí se encontraba concentrada prácticamente toda la expedición el 14 de noviembre, cinco días después de que haberse recibido la respuesta de Thibaw. El mismo día el general Prendergast recibió instrucciones para comenzar operación. El rey de Birmania y su país fueron totalmente sorprendidos por la rapidez de la incursión. No tuvieron tiempo de reclutar y organizar más resistencia. Ni siquiera fueron capaces de bloquear el río hundiendo barcos o atravesando barreras, ya que el mismo día de la recepción de órdenes de avanzar los vapores armados, el Irrawaddy y el Kathleen, se enfrentaron a las baterías birmanas más cercanas, el vapor del rey de Birmania y algunos barcos que estaban acostados en la orilla del río. El día 16 las baterías de ambas orillas fueron tomadas por un ataque terrestre, evidenciando que los birmanos no estaban preparados y no se resistieron. Sin embargo, 17 de noviembre en Minhla, en la margen derecha del río, los birmanos montaron dos barricadas sucesivas con fuerzas considerables, en una pagoda y el reducto de Minhla. El ataque presionó con una brigada de infantería de la India británica en la orilla, cubierta por el bombardeo desde el río, y los birmanos fueron derrotados con pérdidas de 170 muertos y 276 prisioneros, además de varios ahogamientos al intentar escapar por río. El avance continuó al día siguiente y sucesivos, con la brigada naval y artillería pesada liderando y silenciando a las sucesivas defensas birmanas del río en Nyaung-U, Pakokku y Myingyan.
Sin embargo, algunas fuentes dicen que la resistencia birmana no fue muy dura, porque el ministro de defensa de Thibaw, Kinwon Min Gyi U Kaung, que querían negociar la paz con los británicos envió una orden a las tropas birmanas de no atacar a los británicos. Su orden fue obedecida por algunos, pero no todas las brigadas birmanas acataron la orden. Además los británicos engañaron a los birmanos (incluido U Kaung) con su propaganda de que no tenían intención de ocupar el país por mucho tiempo, sino que solo querían derrocar al rey Thibaw y subir al trono al príncipe Nyaung Yan (el medio-hermano mayor de Thibaw) como el nuevo rey. En ese momento, a la mayoría de los birmanos no tenían simpatía por Thibaw tanto por la mala gestión de su gobierno como por ser responsable de la ejecución de casi un centenar de príncipes y princesas reales, cuando ascendió al trono en 1878. Nyaung Yan era un superviviente de esta masacre real y estaga exilia en la India británica, aunque en realidad ya estaba muerto en el momento de esta guerra. Los británicos ocultaron el hecho, y según algunas fuentes los británicos incluso traían con ellos a un hombre que se hacía pasar por el príncipe Nyaung Yan junto con ellos para que en Mandalay los birmanos creyeran su historia del nuevo rey. Así, los birmanos que daban la bienvenida a este supuesto nuevo rey supuesto no se resistieron a las fuerzas invasoras británicas. Sin embargo, cuando se puso en evidencia que los británicos no subieron al trono ningún rey birmano y que Birmania había perdido su independencia se produjeron encarnizadas rebeliones protagonizadas por varios grupos birmanos, incluidos los soldados del antiguo ejército real birmano, que se prolongaron por más de una década. 

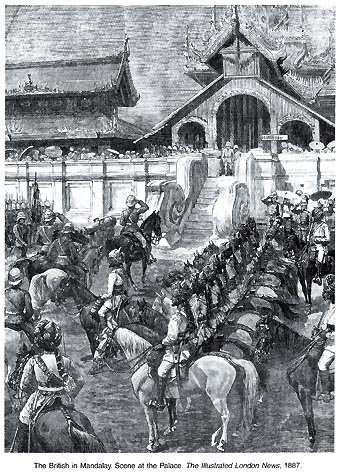
Tropas británicas en el palacio real de Mandalay.

El 26 de noviembre cuando la flotilla se aproximaba a la capital Ava, el general Prendergast se reunió con enviados del rey Thibaw que traían ofertas de rendición, y el 27 cuando los barcos estaban en esa ciudad y listos para comenzar las hostilidades, las tropas birmanas recibieron orden del rey de deponer las armas. Allí había tres fuertes, en ese momento repletos de soldados armados y aunque muchos rindieron sus armas otros muchos se dispersaron con sus armas, lo que permitió con el tiempo que se formaran guerrillas armadas que consiguieron prolongar la guerra durante años. Sin embargo, la rendición del rey de Birmania fue completa, y el 28 de noviembre, en menos de quince días después la declaración de guerra, Mandalay había caído, con el rey Thibaw prisionero, y todas las fortalezas a lo largo del río tomadas y decomisadas toda la artillería real (1861 piezas), miles de fusiles, mosquetes y demás armas. Los británicos saquearon el palacio y la ciudad de Mandalay. El producto obtenido se vendió por 900 000 rupias.
Desde Mandalay, el general Prendergast llegó a Bhamo el 28 de diciembre. Este fue un movimiento muy importante, ya que se anticipó a los chinos, que tenían sus propias reclamaciones y conflictos fronterizos con Birmania. Aunque se había destronado al rey y se le exilió con la familia real a la India, y la capital y la todo el río estaba en manos de los británicos, aprovechando la situación se formaron bandas de insurgentes para continuar la resistencia armada que resultaron difíciles de derrotar.

## Anexión y resistencia
Birmania fue anexada al Imperio Británico el 1 de enero de 1886. Los críticos a la guerra consideron la prontitud de la anexión como la prueba determinante de cuales eran los motivos reales de los británicos. Sin embargo, la anexión fue sólo el comienzo de la insurgencia que duraría hasta 1896.
La pacificación final del país, consiguiendo la victoria total, bajo la dirección de Frederick Roberts, se consiguió con desplegando un amplio sistema de pequeños puestos de policía militar por todo el país que garantizaran la protección, y pequeñas columnas de respuesta rápida con equipamiento ligero que se movilizaran cada vez que se produjera una acción de los insurgentes. Los británicos llevan refuerzos al país, y fue en esta fase de la campaña que duró varios años, cuando se recayó sobre muchos soldados la tarea más difícil y ardua para la mayoría. La resistencia se rompió finalmente infligido represalias colectivas en las aldeas. Las aldeas sospechosas de colaborar con la insurgencia eran quemadas y las propiedades de los aldeanos confiscadas o destruidas. Esta política británica de represalia con el tiempo consiguió el control total del país.
Los británicos también extendieron su control en las zonas tribales de los montes Chin y de Kachin. Los británicos consiguieron ocupar estos territorios que sólo estaban nominalmente dominados por el reino de Birmania. También se tomaron los territorios en disputa del norte de Birmania reclamados por el gobierno chino.
Cualquier relato de la tercera guerra birmana estaría incompleto sin una referencia al primer (y quizás por eso, el más notable) avance por tierra en el país. Se llevó a cabo en noviembre de 1885 desde Toungoo, el anterior puesto fronterizo británico en el este del país. Lo llevó a cabo una pequeña columna de todos los ejércitos bajo el mando del coronel W. P. Dicken, del 3.º de infantería ligera de Madrás, hacia el primer objetivo que era Ningyan (Pyinmana). Las operaciones fueron un éxito total, a pesar de una fuerte resistencia dispersa, y las tropas después avanzaron a Yamethin y Hlaingdet. Como en cualquier operación terrestre se dejó sentir la falta de caballería, y por ello se trajeron varios regimientos de caballería desde la India, aunque se empleó infantería montada a nivel local. Los británicos descubrieron que sin la caballería generalmente era imposible luchar contra los birmanos con éxito.

## Prize Committee
Tras la anexión de Birmania los británicos se apoderaron de las valiosas posesiones del gobierno birmano. Muchos artículos que podían transportarse falilmente como oro, joyas, seda y objetos ornamentales se embarcaron hacia Inglaterra como presentes para la familia real y nobles británicos, otros se subastaron. Se fundó una organización la "Prize Committee, Mandalay" (comité del premio, Mandalay) para repartir las antiguas posesiones del gobierno birmano. La mayoría de los artículos que se subastaron fueron adquiridos por oficiales del ejército y la armada y funcionarios, además de algunos viajeros europeos ocasionales. Los artículos hechos con metales preciosos que estaban dañados o se estimaba que tenían poco valor artístico se fundieron. Los artículos considerados de alto valor se embarcaron hacia Calcuta. Algunos artículos de alto valor religioso, como 11 estatuas de oro de Buda se retuvieron en el museo de Calcuta, para ser restaurados por si los descendientes la realeza birmana solicitaban su devolución. La maquinaria, los barcos a vapor y cualquier artículo de valor práctico generalmente se transfirieron al gobierno británico o se vendieron por debajo de su precio de mercado. Los cañones y otras armas pesadas fueron en su mayor parte destruidos o arrojados al agua.